# Amasies
Segons la Bíblia, Amasies (en hebreu אמציה בן-יהואש Amatzyah ben Yehoash) fou el novè rei de Judà. Va regnar 29 anys entre 796-767 a.n.e. segons la cronologia tradicional, o entre 858-829 a.n.e. segons la cronologia bíblica. Amasies va executar els que havien assassinat al seu pare, Joaix.

## Campanyes militars
El registre del seu govern tracta principalment de dues campanyes militars. Primer, Amasies va vèncer Edom (Seïr) utilitzant una força militar de 300.000 homes de Judà i Benjamí. Va llogar d'Israel 100.000 homes valents, mercenaris, però finalment els va acomiadar i els va enviar de tornada a la seva terra. Amb tot, va obtenir una victòria aclaparadora a la vall de la Sal, donant mort a 20.000 d'Edom.
La segona campanya d'Amasies va ser tràgica des del començament fins al final. Els 100.000 homes d'Israel que havia acomiadat van fer incursions a les ciutats de Judà mentre tornaven al nord. Això va provocar una guerra amb Jehoaix, rei d'Israel. La batalla va ser a Betxèmeix. Judà va fugir, Amasies va ser capturat, es va obrir una bretxa d'uns 178 m. en el mur de Jerusalem i gran part dels tresors del temple van ser portats a Samaria juntament amb molts ostatges.

## Fi del regnat
Amasies va ser víctima d'una conspiració. El van matar i el seu fill Azarià va ser el següent rei.